# Жёньи
Жёньи́ (фр. Jeugny) — коммуна во Франции, находится в регионе Шампань — Арденны. Департамент — Об. Входит в состав кантона Буйи. Округ коммуны — Труа.
Код INSEE коммуны — 10179.
Коммуна расположена приблизительно в 150 км к юго-востоку от Парижа, в 95 км южнее Шалон-ан-Шампани, в 19 км к югу от Труа.

## Население
Население коммуны на 2008 год составляло 451 человек.
| 1962 | 1968 | 1975 | 1982 | 1990 | 1999 | 2008 |
| ---- | ---- | ---- | ---- | ---- | ---- | ---- |
| 315  | 324  | 261  | 325  | 368  | 387  | 451  |

## Экономика

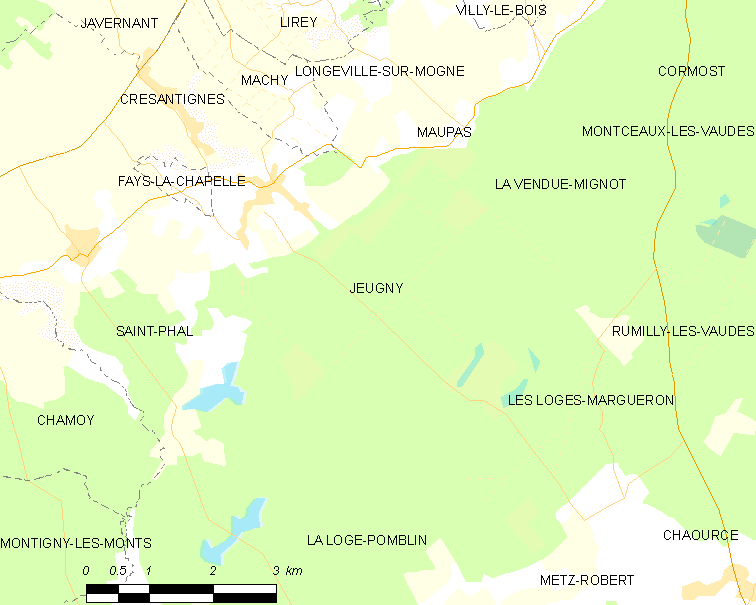
Карта коммуны

В 2007 году среди 301 человека в трудоспособном возрасте (15—64 лет) 237 были экономически активными, 64 — неактивными (показатель активности — 78,7 %, в 1999 году было 71,4 %). Из 237 активных работали 225 человек (119 мужчин и 106 женщин), безработных было 12 (4 мужчины и 8 женщин). Среди 64 неактивных 22 человека были учениками или студентами, 25 — пенсионерами, 17 были неактивными по другим причинам.